# دانيلو نيكو
دانيلو نيكو (27 يناير 1986 في البرازيل - ) هو لاعب كرة قدم برازيلي وكوري جنوبي في مركز الهجوم. لعب مع جيجو يونايتد وسبارتاك فلاديكافكاز ونادي آكتوبه ونادي بونتي بريتا.

## وصلات خارجية
- دانيلو نيكو على موقع الاتحاد الأوربي (الإنجليزية)
- دانيلو نيكو على موقع دوري كوريا الجنوبية (الإنجليزية)
- دانيلو نيكو على موقع قاعدة بيانات كرة القدم.إي يو (الإنجليزية)
- دانيلو نيكو على موقع Soccerway.com (الإنجليزية)